# Clono
Clono (del latín clonus y este del griego κλόνος klónos), que refiere a movimiento violento, confuso) es un término médico usado para describir la aparición involuntaria de contracciones musculares repetitivas y rítmicas. Pueden aparecer de forma espontánea, al estirar ciertos grupos musculares u otros estímulos. Ocurre cuando el sistema nervioso central no logra inhibir el reflejo tendinoso profundo, uno de los signos de ciertas alteraciones neurológicas. El clono puede durar desde unos pocos segundos a varios minutos, en función de la persona y su alteración neurológica.

## Causas
Se presenta como estados de hiperreflexia por razón de lesión en la vía piramidal, por ejemplo, en la corteza cerebral o una hemiplejía que afecta los movimientos voluntarios. Junto con la espasticidad, es uno de los signos más comunes en lesiones medulares.

## Patologías
El clono es un signo presente en daños o lesiones de la médula espinal, como, por ejemplo, en una lesión medular (como la paraplejia y la tetraplejia), esclerosis múltiple e infecciones como la meningitis.

## Diagnóstico
El valor diagnóstico del signo está en la combinación con otros síntomas o signos concomitantes, por ejemplo, entre otras:
- Clono + síntomas del habla y/o urinarios, señala en la dirección de esclerosis múltiple.
- Clono + fotofobia y/o fatiga, señala en la dirección de meningitis.

El clono en el tobillo unilateral es de importancia en la sospecha de lesiones cerebrales o medulares. En tal caso será de utilidad acompañar los estudios neurológicos con resonancia magnética, por ejemplo. Otras condiciones como encefalitis, abscesos y tumores pueden presentar clono, entre otros reflejos patológicos, como el signo de Babinski[cita requerida].